# Вейник лапландский
Ве́йник лапла́ндский (лат. Calamagróstis lappónica) — вид травянистых растений рода Вейник (Calamagrostis) семейства Злаки (Poaceae).

## Название
Латинское родовое название встречается ещё у Диоскорида, образовано от двух слов греческого происхождения лат. cálamus. (от др.-греч. κάλαμος — тростник, камыш) и лат. Agróstis (от др.-греч. ἄγρωστις — кормовая трава рода Полевица), что указывает на сходство с этими растениями.
Русское родовое название «вейник» происходит от глагола «веять».
Латинский видовой эпитет lappónica является прилагательным женского рода от лат. lapponicus «лапландский» и указывает на Лапландию (вид описан с севера Швеции).
Русский видовой эпитет «лапландский» является отражением латинского.

## Ботаническое описание
Многолетние травянистые растения. Корневище стелющееся, тонко-шнуровидное, ⅔—1½ мм толщиной, с короткими побегами. Стебли в числе нескольких образуют негустые дерновинки, невысокие 30—60 см высотой и 1—1,5 мм толщиной, гладкие, лишь под соцветием и в соцветии шероховатые. Листья по большей части вдоль свёрнутые, узкие, отчасти плоские и тогда 1,5—3 мм шириной, гладкие, лишь на верхушке и по краям шероховатые от мелких шипиков; на верхней стороне иногда с редкими длинными волосками. Язычок короткий тупой, лишь у верхних листьев достигает до 2—2,5 мм длины.
Метёлка прямая, узкая, несколько лопастная, обыкновенно фиолетово-покрашенная, 7—11 см длиной и 1—1,5 см шириной; ветви её шероховатые от тонких шипиков. Колосковые чешуйки эллиптически ланцетовидные, постепенно-заострённые, равные одна другой, около 4 мм длиной, из них нижняя в верхней части килевидная и шероховатая. Наружная прицветная чешуйка на верхушке тупая и зазубренная, около 3½ мм длиной, немного длиннее внутренней; ость выходит из нижней трети её спинки, немного её короче, около 2,5 мм длиной, обыкновенно несколько изогнутая. Волоски при основании цветка почти равны или лишь немного короче наружной прицветной чешуйки. Невполне зрелая зерновка продолговато-овальная, несколько сжатая, буроватая, около 1,5 мм длиной и 0,5 мм шириной.

## Распространение и экология
Евразия и Северная Америка. Обитает в тундрах полярно-арктической и альпийской областей; изредка встречается и в северной части лесной области по темнохвойным лесам.

## Значение и применение
Молодые побеги и верхушки листьев поедаются северным оленем (Rangifer tarandus).

## Синонимы
- Arundo lapponica Wahlenb. (1812)basionym
- Calamagrostis gorodkovii V.N.Vassil. (1963)
- Calamagrostis henriettae Petrov (1930)
- Calamagrostis lancea Ohwi (1933)
- Calamagrostis lapponica var. burjatica Galanin (2009), nom. prov.
- Calamagrostis lapponica f. effusior Norm. (1893)
- Calamagrostis lapponica var. gorodkowii Litv. ex Krylov (1928)
- Calamagrostis lapponica var. groenlandica Lange (1887)
- Calamagrostis lapponica var. nearctica A.E.Porsild (1943)
- Calamagrostis lapponica var. opima Hartm. (1849)
- Calamagrostis lapponica subsp. sibirica (Petrov) Tzvelev (1965)
- Calamagrostis pseudolapponica V.N.Vassil. (1963)
- Calamagrostis sibirica Petrov (1930)
- Deyeuxia lapponica (Wahlenb.) Kunth (1829)